# Пом'ян
Пом'ян (словен. Pomjan) — поселення в общині Копер, Регіон Обално-крашка, Словенія. Висота над рівнем моря: 361,8 м.